# Jean-Marc Nattier
Jean-Marc Nattier (1685 - 1766) foi um pintor francês, nascido em Paris, filho de Marc Nattier, um retratista, e de Marie Courtois, uma miniaturista.
Foi iniciado na pintura por seu pai e seu tio, o pintor histórico Jean Jouvenet. Ainda um jovem de 15 anos recebeu seu primeiro prêmio da Academia de Paris, e dedicou-se a copiar em desenho a série de pinturas de Maria de Médici, obra de Rubens. As gravuras realizadas a partir destes desenhos, e publicadas em 1710, trouxeram-lhe fama. 
Em 1715 viajou para Amsterdã, onde encontrou-se com o imperador russo Pedro, o Grande, e realizou algumas obras para ele, incluindo o seu retrato e o da imperatriz. A composição intitulada A petrificação de Fineu e seus companheiros valeu-lhe a eleição para a Academia. 

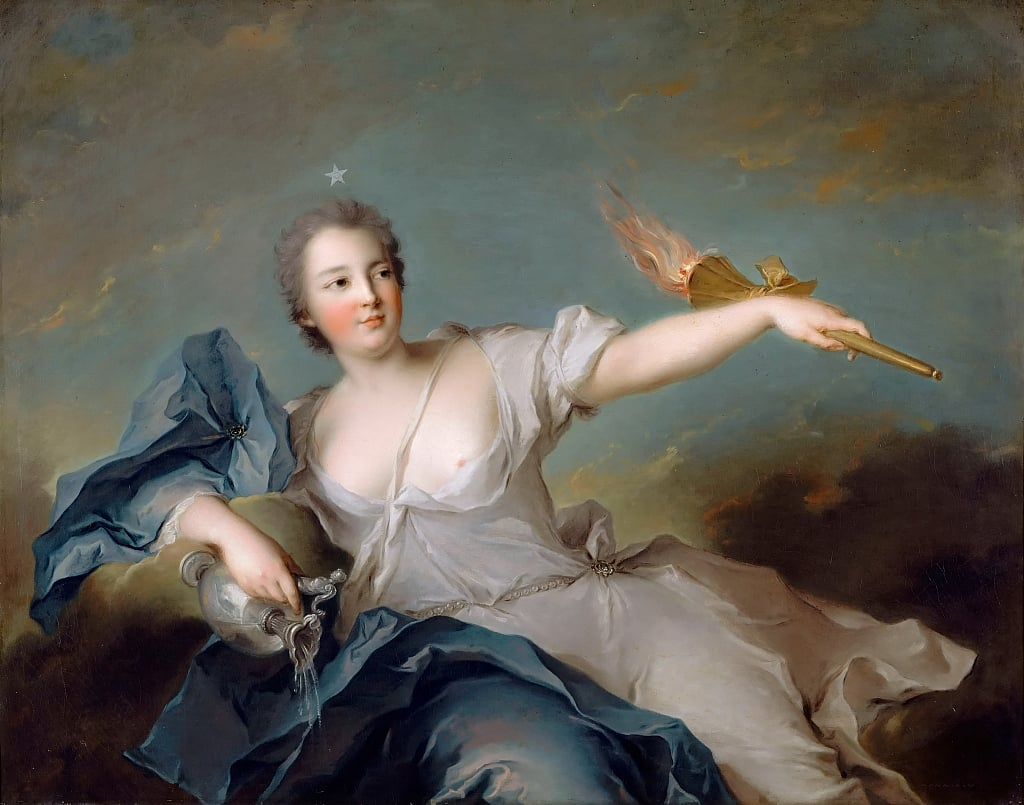
Marie-Anne de Mailly-Nesle como Aurora

A crise francesa de 1720 causou-lhe quase a ruína, e tendo antes aspirado a se tornar um pintor histórico, foi obrigado a devotar-se ao gênero do retrato, mais lucrativo, e onde deixou obra notável pela graça e refinamento. 
Foi o pintor preferido das filhas de Luís XV, e representou-as em variadas ocasiões. Seu sucesso entre a nobreza se deve em grande parte à capacidade que tinha de embelezar os modelos ao mesmo tempo em que lhes preservava a semelhança, e aos ambientes evocativos da antiguidade clássica onde inseria as figuras, muitas vezes trajadas como divindades greco-romanas ou personagens da tradição antiga. O artista tem obras nos mais importantes museus e coleções do mundo.